# Семейство в Древен Рим
Римската фамилия се основавала на брака, на култа към предците и семейните божества. За римляните понятието „фамилия“ включвало повече неща отколкото днес за нас. В нея влизали не само бащата майката и децата но и всички, които приемали и отдавали почит на общите предци и семейните богове – покровители. Ето защо не е странно, че членове на фамилията били и клиентите, а дори и робите.
Само свободните римски граждани можели да сключват официален брак. Бракът бил религиозна церемония, при която съпругата изоставяла семейните божества на своята фамилия и приемала тези на съпруга си. Едновременно с това приемала и името му. Прочутата брачна формула: „Ако ти си Гай и аз ще бъда Гая“ се произнасяла в присъствието на върховния жрец и на десет свидетели. Мъжът бил главата на семейството. Той управлявал дома, разполагал със собствеността, наказвал и награждавал извъшвал жертвоприношения.
За римлянина особено важно било да му се роди момче. Само то можело да продължи семейната традиция и да прибави още слава и известност към фамилната. Затова за неговото възпитание и образование се полагали много грижи които естествено стрували скъпо. На богатите и знатни Римляни знаели цената на известността и заплащали образованието на децата си за да станат полезни граждани – опитни пълководци и мъдри управници. Когато детето навършело 17 години то получавало правото да носи мъжка тога и ставало гражданин. Оттук нататък славата му зависела от качествата му. Римляните имали 3 имена - собствено, фамилно и прякор завещан понякога от предците им: преномен - малкото име на свободнороден човек, например Марк, Секстий, Гай; cognomen - фамилното име, обозначаващо отделен клон на даден род, напр. Гай Юлий Цезар /Гай от клона на Цезарите от рода на Юлиите/. Няколко плебейски рода са нямали когном, като Мариите и Антониите; род/Genus/ - имената на патрицианските родове, водещи началото си от един прародител: напр. Гай Юлий Цезар /Гай от клона на Цезарите от рода на Юлиите/.
При Основяването което ставало често осиновеният взимал имената на основителя и запазвал едно четвърто име/прякор/с окончание на „ан“-Гай Юлий Цезар Октавиан бъдещият император Август осиновен от Цезар. Момичетата не получавали собствено име а вземали това на фамилията. Например родените във фамилията на Юлиите носели името Юлия. Робът имал 2 имена-собственото си и това на своя господар. Ако се случело да бъде освободен той получавал името и фамилията на господаря си, а собственото му име ставало прякор.